# 1.ª etapa del Tour de Francia 2025
La 1.ª etapa del Tour de Francia 2025 tuvo lugar el 5 de julio de 2025 y consistió en una etapa escarpada con inicio y final en la ciudad de Lille, sobre un recorrido de 184,9 km. El vencedor fue el belga Jasper Philipsen del equipo Alpecin-Deceuninck, siendo además el primer líder de la prueba.

## Clasificación de la etapa
| Lille - Lille | etapa llana | (184,9 km) |

- Las clasificaciones de la etapa finalizaron de la siguiente forma:[3]

| \| Clasificación de la etapa \| Clasificación de la etapa \| Clasificación de la etapa \| Clasificación de la etapa \| Clasificación de la etapa \| \| Ciclista \| Ciclista \| Equipo \| Tiempo \| \| \| ------------------------- \| ------------------------- \| -------------------------- \| ------------------------- \| ------------------------- \| \| 1.º \| Jasper Philipsen \| Alpecin-Deceuninck \| 3 h 53 min 11 s \| \| \| 2.º \| Biniam Girmay \| Intermarché-Wanty \| + 0 s \| \| \| 3.º \| Søren Wærenskjold \| Uno-X Mobility \| + 0 s \| \| \| 4.º \| Anthony Turgis \| Team TotalEnergies \| + 0 s \| \| \| 5.º \| Matteo Trentin \| Tudor Pro Cycling Team \| + 0 s \| \| \| 6.º \| Clément Russo \| Groupama-FDJ \| + 0 s \| \| \| 7.º \| Paul Penhoët \| Groupama-FDJ \| + 0 s \| \| \| 8.º \| Matteo Jorgenson \| Team Visma \\| Lease a Bike \| + 0 s \| \| \| 9.º \| Marius Mayrhofer \| Tudor Pro Cycling Team \| + 0 s \| \| \| 10.º \| Samuel Watson \| Ineos Grenadiers \| + 0 s \| \| |                   |                            |                 |
| |                   |                            |                 |
| Fuentes: ProCyclingStats Cycling Quotient |                   |                            |                 |
| Clasificación de la etapa |                   |                            |                 |
| Ciclista | Ciclista          | Equipo                     | Tiempo          |
| 1.º | Jasper Philipsen  | Alpecin-Deceuninck         | 3 h 53 min 11 s |
| 2.º | Biniam Girmay     | Intermarché-Wanty          | + 0 s           |
| 3.º | Søren Wærenskjold | Uno-X Mobility             | + 0 s           |
| 4.º | Anthony Turgis    | Team TotalEnergies         | + 0 s           |
| 5.º | Matteo Trentin    | Tudor Pro Cycling Team     | + 0 s           |
| 6.º | Clément Russo     | Groupama-FDJ               | + 0 s           |
| 7.º | Paul Penhoët      | Groupama-FDJ               | + 0 s           |
| 8.º | Matteo Jorgenson  | Team Visma \| Lease a Bike | + 0 s           |
| 9.º | Marius Mayrhofer  | Tudor Pro Cycling Team     | + 0 s           |
| 10.º | Samuel Watson     | Ineos Grenadiers           | + 0 s           |

## Clasificaciones al final de la etapa

### Clasificación general(Maillot Jaune)[4]
| \| Clasificación general \| Clasificación general \| Clasificación general \| Clasificación general \| Clasificación general \| \| Ciclista \| Ciclista \| Equipo \| Tiempo \| \| \| --------------------- \| --------------------- \| -------------------------- \| --------------------- \| --------------------- \| \| 1.º \| Jasper Philipsen \| Alpecin-Deceuninck \| 3 h 53 min 01 s \| \| \| 2.º \| Biniam Girmay \| Intermarché-Wanty \| + 4 s \| \| \| 3.º \| Søren Wærenskjold \| Uno-X Mobility \| + 6 s \| \| \| 4.º \| Anthony Turgis \| Team TotalEnergies \| + 10 s \| \| \| 5.º \| Matteo Trentin \| Tudor Pro Cycling Team \| + 10 s \| \| \| 6.º \| Clément Russo \| Groupama-FDJ \| + 10 s \| \| \| 7.º \| Paul Penhoët \| Groupama-FDJ \| + 10 s \| \| \| 8.º \| Matteo Jorgenson \| Team Visma \\| Lease a Bike \| + 10 s \| \| \| 9.º \| Marius Mayrhofer \| Tudor Pro Cycling Team \| + 10 s \| \| \| 10.º \| Samuel Watson \| Ineos Grenadiers \| + 10 s \| \| |                   |                            |                 |
| |                   |                            |                 |
| Fuentes: ProCyclingStats Cycling Quotient |                   |                            |                 |
| Clasificación general |                   |                            |                 |
| Ciclista | Ciclista          | Equipo                     | Tiempo          |
| 1.º | Jasper Philipsen  | Alpecin-Deceuninck         | 3 h 53 min 01 s |
| 2.º | Biniam Girmay     | Intermarché-Wanty          | + 4 s           |
| 3.º | Søren Wærenskjold | Uno-X Mobility             | + 6 s           |
| 4.º | Anthony Turgis    | Team TotalEnergies         | + 10 s          |
| 5.º | Matteo Trentin    | Tudor Pro Cycling Team     | + 10 s          |
| 6.º | Clément Russo     | Groupama-FDJ               | + 10 s          |
| 7.º | Paul Penhoët      | Groupama-FDJ               | + 10 s          |
| 8.º | Matteo Jorgenson  | Team Visma \| Lease a Bike | + 10 s          |
| 9.º | Marius Mayrhofer  | Tudor Pro Cycling Team     | + 10 s          |
| 10.º | Samuel Watson     | Ineos Grenadiers           | + 10 s          |

### Clasificación por puntos(Maillot Vert)[5]
| Clasificación por puntos | Clasificación por puntos | Clasificación por puntos   | Clasificación por puntos | Clasificación por puntos |
| Ciclista                 | Ciclista                 | Equipo                     | Puntos                   |                          |
| ------------------------ | ------------------------ | -------------------------- | ------------------------ | ------------------------ |
| 1.º                      | Jasper Philipsen         | Alpecin-Deceuninck         | 63 pts                   |                          |
| 2.º                      | Biniam Girmay            | Intermarché-Wanty          | 45 pts                   |                          |
| 3.º                      | Anthony Turgis           | Team TotalEnergies         | 29 pts                   |                          |
| 4.º                      | Paul Penhoët             | Groupama-FDJ               | 21 pts                   |                          |
| 5.º                      | Jonathan Milan           | Lidl-Trek                  | 20 pts                   |                          |
| 6.º                      | Søren Wærenskjold        | Uno-X Mobility             | 20 pts                   |                          |
| 7.º                      | Bryan Coquard            | Cofidis                    | 17 pts                   |                          |
| 8.º                      | Matteo Trentin           | Tudor Pro Cycling Team     | 16 pts                   |                          |
| 9.º                      | Clément Russo            | Groupama-FDJ               | 14 pts                   |                          |
| 10.º                     | Matteo Jorgenson         | Team Visma \| Lease a Bike | 10 pts                   |                          |

### Clasificación de la montaña(Maillot à Pois Rouges)[6]
| Clasificación de la montaña | Clasificación de la montaña | Clasificación de la montaña | Clasificación de la montaña | Clasificación de la montaña |
| Ciclista                    | Ciclista                    | Equipo                      | Puntos                      |                             |
| --------------------------- | --------------------------- | --------------------------- | --------------------------- | --------------------------- |
| 1.º                         | Benjamin Thomas             | Cofidis                     | 2 pts                       |                             |
| 2.º                         | Jonas Vingegaard            | Team Visma \| Lease a Bike  | 1 pt                        |                             |

### Clasificación del mejor joven(Maillot Blanc)[7]
| Clasificación del mejor joven | Clasificación del mejor joven | Clasificación del mejor joven | Clasificación del mejor joven | Clasificación del mejor joven |
| Ciclista                      | Ciclista                      | Equipo                        | Tiempo                        |                               |
| ----------------------------- | ----------------------------- | ----------------------------- | ----------------------------- | ----------------------------- |
| 1.º                           | Biniam Girmay                 | Intermarché-Wanty             | 3 h 53 min 05 s               |                               |
| 2.º                           | Søren Wærenskjold             | Uno-X Mobility                | + 2 s                         |                               |
| 3.º                           | Paul Penhoët                  | Groupama-FDJ                  | + 6 s                         |                               |
| 4.º                           | Marius Mayrhofer              | Tudor Pro Cycling Team        | + 6 s                         |                               |
| 5.º                           | Samuel Watson                 | Ineos Grenadiers              | + 6 s                         |                               |
| 6.º                           | Kévin Vauquelin               | Arkéa-B&B Hotels              | + 6 s                         |                               |
| 7.º                           | Joseph Blackmore              | Israel-Premier Tech           | + 6 s                         |                               |
| 8.º                           | Stian Fredheim                | Uno-X Mobility                | + 6 s                         |                               |
| 9.º                           | Jonathan Milan                | Lidl-Trek                     | + 45 s                        |                               |
| 10.º                          | Arnaud De Lie                 | Lotto                         | + 45 s                        |                               |

### Clasificación por equipos(Classement par Équipe)[8]
| Clasificación por equipos | Clasificación por equipos  | Clasificación por equipos | Clasificación por equipos |
| Equipo                    | Equipo                     | Tiempo                    |                           |
| ------------------------- | -------------------------- | ------------------------- | ------------------------- |
| 1.º                       | Tudor Pro Cycling Team     | 11 h 39 min 33 s          |                           |
| 2.º                       | Groupama-FDJ               | + 0 s                     |                           |
| 3.º                       | Alpecin-Deceuninck         | + 0 s                     |                           |
| 4.º                       | Team Visma \| Lease a Bike | + 0 s                     |                           |
| 5.º                       | Israel-Premier Tech        | + 0 s                     |                           |
| 6.º                       | Uno-X Mobility             | + 0 s                     |                           |
| 7.º                       | EF Education-EasyPost      | + 0 s                     |                           |
| 8.º                       | UAE Team Emirates XRG      | + 39 s                    |                           |
| 9.º                       | Movistar Team              | + 39 s                    |                           |
| 10.º                      | Team Jayco AlUla           | + 39 s                    |                           |

## Abandonos
- Filippo Ganna (INEOS Grenadiers) no finalizó la etapa como consecuencia de una caída.[9]
- Stefan Bissegger (Decathlon AG2R La Mondiale Team) no finalizó la etapa como consecuencia de una caída.